# 我是一棵小草
《我是一棵小草》是一部中国大陆电视剧，由保剑锋、姚芊羽主演，于2009年起在吉林地方频道、山东卫视、辽宁卫视、云南卫视、陕西卫视等电视台播出。2010年获得了华鼎爱情类最佳电视剧奖。
该剧参考了韩剧《我叫金三顺》，主要讲述了出租车司机林小草（姚芊羽饰）面对生活的困苦百折不挠、努力支撑家庭，最后与刘水（保剑锋饰）终成眷属的故事。